# Diméthylsilanediol
Le diméthylsilanediol est un composé organosilicié de formule chimique (CH3)2Si(OH)2. Cet organosilanol se présente comme un liquide dont le point d'ébullition est de 100 °C. C'est un analogue silicié du propane-2,2-diol H3C–C(OH)2–CH3. Il se polycondense facilement en polydiméthylsiloxanes.  Il peut être obtenu par hydrolyse du diméthyldichlorosilane SiCl2(CH3)2 :
(CH3)2SiCl2 + 2 H2O ⟶ (CH3)2Si(OH)2 + 2 HCl.
L'hexaméthyldisiloxane O[Si(CH3)3]2, l'octaméthylcyclotétrasiloxane (en) [(CH3)2SiO]4 et le cyclométicone [(CH3)2SiO]5 peuvent être métabolisés en diméthylsilanediol chez certaines bactéries. De plus, le diméthylsilanediol est un produit d'hydrolyse possible des chaînes polydiméthylsiloxane.